# Municipalità locale di Mafube
Mafube è una municipalità locale (in inglese Mafube Local Municipality) appartenente alla municipalità distrettuale di Fezile Dabi della provincia di Free State in Sudafrica. 
In base al censimento del 2001 la sua popolazione è di 57.662 abitanti.
La sede amministrativa e legislativa è la città di Frankfort e il suo territorio si estende su una superficie di 4.604 km² ed è suddiviso in 9 circoscrizioni elettorali (wards). Il suo codice di distretto è FS205.

## Geografia fisica

### Confini
La municipalità locale di Mafube confina a nord con quelle di Dipaleseng e Lekwa (Gert Sibande/Mpumalanga), a est e a sud con quella di Phumelela (Thabo Mofutsanyane), a sud con quella di Nketoana (Thabo Mofutsanyane) e a ovest con quelle di Ngwathe e Metsimaholo.

### Città e comuni
- Cornelia
- Frankfort
- Mafahlaneng
- Namahadi
- Ntshwanatsatsi
- Qalabotjha
- Villiers

### Fiumi
- Bataviaspruit
- Bloemspruit
- Brakspruit
- Grootspruit
- Kalkspruit
- Klip
- Kromspruit
- Liebenbergsvlei
- Rietspruit
- Soutvlei
- Skoonspruit
- Skulpspruit
- Spruitsonderdrif
- Vaal
- Venterspruit
- Wilge

### Dighe
- Vaaldam